# Ferdinand Kirchhof
Ferdinand Kirchhof (* 21. Juni 1950 in Osnabrück) ist ein deutscher Jurist, Rechtswissenschaftler und ehemaliger Vizepräsident des Bundesverfassungsgerichts.

## Familie
Ferdinand Kirchhof stammte aus der Ehe von Ferdinand Kirchhof sr., der von 1959 bis 1979 Richter am Bundesgerichtshof war, und Liselotte, geborene Kersten. Sein älterer Bruder ist der ebenfalls ehemalige Richter des Bundesverfassungsgerichts Paul Kirchhof.
Er ist mit Else Kirchhof – Vorsitzende Richterin am Verwaltungsgerichtshof Baden-Württemberg in Mannheim – verheiratet und hat keine Kinder.

## Leben
Ferdinand Kirchhof studierte nach seinem Abitur am Bismarck-Gymnasium Karlsruhe Rechtswissenschaften an der Albert-Ludwigs-Universität Freiburg, Ruprecht-Karls-Universität Heidelberg und der Deutschen Hochschule für Verwaltungswissenschaften Speyer, promovierte und habilitierte von 1971 bis 1985. Von 1982 bis 1986 übte er Lehrtätigkeiten in Saarbrücken, München, Speyer und Tübingen aus. 1986 wurde er auf den Lehrstuhl für Öffentliches Recht, Finanz- und Steuerrecht an der Eberhard Karls Universität Tübingen berufen. 1989 bis 1990 war er Dekan der Juristischen Fakultät, von 1999 bis 2004 Prorektor der Universität Tübingen. Seit 1993 hat er den Jean-Monnet-Chair der EU European Fiscal Law inne. 2007 war er Gastprofessor (professeur invité) an der Pariser Sorbonne; er absolvierte Lehr- und Forschungsaufenthalte in Stellenbosch, Berkeley, Peking und Kyōto.
Von 2003 bis 2004 war er Sachverständiger der Kommission von Bundestag und Bundesrat zur Föderalismusreform. Von 2003 bis 2007 war Kirchhof Richter am Staatsgerichtshof für das Land Baden-Württemberg und als Prozessbevollmächtigter Baden-Württembergs beim Bundesverfassungsgericht am  Kopftuchstreit beteiligt. 2006 bis 2007 war er Vorstandsmitglied der Vereinigung der Deutschen Staatsrechtslehrer.
2005 sollte Ferdinand Kirchhof auf Vorschlag des damaligen Ministerpräsidenten des Landes Baden-Württemberg, Erwin Teufel, zum Richter des Bundesverfassungsgerichts berufen werden. Dem hessischen Ministerpräsidenten Roland Koch gelang es jedoch, stattdessen seinen Kandidaten Herbert Landau durchzusetzen. 2007 wurde Kirchhof vom Wahlausschuss des Deutschen Bundestages als Nachfolger von Udo Steiner zum Richter in den Ersten Senat des Bundesverfassungsgerichts berufen; sein Amt trat er am 1. Oktober 2007 an. Am 5. März 2010 wurde er zum Vorsitzenden des Ersten Senates des Bundesverfassungsgerichtes und Vizepräsidenten des Gerichtes gewählt. Er amtierte in dieser Funktion ab der Ernennung durch den Bundespräsidenten am 16. März 2010. Als Richter des Bundesverfassungsgerichts bereitete er als zuständiger Berichterstatter das Urteil des Bundesverfassungsgerichtes vom 9. Februar 2010 zu Hartz IV vor. Am 30. November 2018 beendete er wegen Erreichens der Altersgrenze seine Arbeit am Bundesverfassungsgericht. Anlässlich seines Ausscheidens wurde er mit dem Großen Bundesverdienstkreuz mit Stern und Schulterband ausgezeichnet.
Kirchhof ist seit 1971 Mitglied der katholischen Studentenverbindung KDStV Hercynia Freiburg im Breisgau sowie von 1973 bis 1974 und seit 2011 der K.D.St.V. Ferdinandea-Prag zu Heidelberg, jeweils im CV.

## Veröffentlichungen
- Die Höhe der Gebühr. Grundlagen der Gebührenbemessung, Duncker & Humblot, Berlin 1981, ISBN 3-428-04936-5 [Dissertation an der Universität Heidelberg 1981]
- Private Rechtsetzung, Duncker & Humblot, Berlin 1987, ISBN 3-428-06252-3 [Habilitationsschrift an der Hochschule für Verwaltungswissenschaft Speyer 1985]
- Vom Steuerstaat zum Abgabenstaat, in: Die Verwaltung. Zeitschrift für Verwaltungsrecht und Verwaltungswissenschaften, 21, 1988, Heft 2, Seite 137–153.
- Finanztransfers aus Separathaushalten im Bundesstaat: Sozialversicherung, Rundfunk, European Recovery Program, in: Hartmut Maurer (Hrsg.): Das akzeptierte Grundgesetz: Festschrift für Günter Dürig zum 70. Geburtstag, C. H. Beck, München 1990, Seite 447–467.
- Die Kooperation zwischen Bundesverfassungsgericht und Europäischen Gerichtshof. Addierung oder Optimierung des Grundrechtsschutzes?, in: Matthias Herdegen (Hrsg.): Staatsrecht und Politik. Festschrift für Roman Herzog zum 75. Geburtstag, C. H. Beck, München 2009, Seite 155–171.